# Nelson Prudêncio
Nelson Prudêncio, född 4 april 1944 i Lins, São Paulo, död 23 november 2012 i São Carlos, São Paulo, var en brasiliansk trestegshoppare.
Prudêncio blev en kortvarig världsrekordhållare 1968 då han i femte omgången av OS-finalen i Mexico City nådde 17,27 m, ett resultat som dock överträffades redan i sjätte omgången med 12 cm av Viktor Sanejev. I München 1972 tog Prudêncio brons med 17,05 m.
Prudêncio tog även två medaljer i Panamerikanska spelen, guld 1967 i Winnipeg med ett hopp på 16,45 m och silver 1971 i Cali med 16,82 m.